# Ryan Murphy (filmowiec)
Ryan Patrick Murphy (ur. 30 listopada 1965 w Indianapolis) – amerykański filmowiec, pracujący jako scenarzysta, reżyser, producent filmowy i twórca serialowy. Tworzy przede wszystkim w branży serialowej, choć pracował także nad kilkoma filmami. Znany przede wszystkim z seriali Bez skazy, Glee, American Horror Story i American Crime Story. Laureat sześciu nagród Emmy.

## Filmografia
|   | Oczekuje na premierę |
| T | twórca               |
| R | reżyser              |
| S | scenarzysta          |
| P | producent            |
| W | producent wykonawczy |

Liczba w nawiasie oznacza liczbę odcinków, które wyreżyserował lub do których napisał scenariusz.

### Filmy
| Rok  | Tytuł                                | Profesje | Profesje | Profesje | Profesje | Dodatkowe informacje |
| Rok  | Tytuł                                | R        | S        | P        | W        | Dodatkowe informacje |
| ---- | ------------------------------------ | -------- | -------- | -------- | -------- | -------------------- |
| 1999 | The Furies                           |          | Tak      |          |          | film krótkometrażowy |
| 2006 | Biegając z nożyczkami                | Tak      | Tak      | Tak      |          |                      |
| 2010 | Jedz, módl się, kochaj               | Tak      | Tak      |          |          |                      |
| 2011 | Glee – koncertowy film               |          |          | Tak      |          | film koncertowy      |
| 2014 | Odruch serca                         | Tak      |          |          | Tak      | film telewizyjny     |
| 2014 | Miasteczko, które bało się zmierzchu |          |          | Tak      |          |                      |
| 2019 | Circus of Books                      |          |          | Tak      |          | film dokumentalny    |
| 2020 | Sekretna miłość                      |          |          | Tak      |          | film dokumentalny    |
| 2020 | Chłopcy z paczki                     |          |          | Tak      |          |                      |
| 2020 | Bal                                  | Tak      |          | Tak      |          |                      |
| 2021 | Pray Away                            |          |          | Tak      |          | film dokumentalny    |
| 2022 | Telefon pana Harrigana               |          |          | Tak      |          |                      |

### Seriale
| Rok          | Tytuł                   | Profesje | Profesje | Profesje | Profesje | Stacja/ platforma | Dodatkowe informacje       |
| Rok          | Tytuł                   | T        | R        | S        | W        | Stacja/ platforma | Dodatkowe informacje       |
| ------------ | ----------------------- | -------- | -------- | -------- | -------- | ----------------- | -------------------------- |
| 1999–2001    | Asy z klasy             | Tak      | Tak (2)  | Tak (17) | Tak      | The WB            |                            |
| 2002         | St. Sass                |          | Tak      |          | Tak      | —                 | niesprzedany pilot serialu |
| 2003–2010    | Bez skazy               | Tak      | Tak (8)  | Tak (24) | Tak      | FX                |                            |
| 2008         | Pretty/Handsome         |          | Tak      | Tak      | Tak      | —                 | niesprzedany pilot serialu |
| 2009–2015    | Glee                    | Tak      | Tak (8)  | Tak (31) | Tak      | Fox               |                            |
| 2011–obecnie | American Horror Story   | Tak      | Tak (3)  | Tak (19) | Tak      | FX                | serial antologiczny        |
| 2012–2013    | Rodzinka jak inne       | Tak      | Tak (4)  | Tak (5)  | Tak      | NBC               |                            |
| 2014         | Open                    |          | Tak      | Tak      | Tak      | —                 | niesprzedany pilot serialu |
| 2015–2016    | Królowe krzyku          | Tak      | Tak (1)  | Tak (8)  | Tak      | Fox               |                            |
| 2016–obecnie | American Crime Story    |          | Tak (5)  |          | Tak      | FX                | serial antologiczny        |
| 2017–obecnie | Konflikt                | Tak      | Tak (3)  | Tak (2)  | Tak      | FX                | serial antologiczny        |
| 2018–obecnie | 9-1-1                   | Tak      |          | Tak (3)  | Tak      | Fox               |                            |
| 2018–obecnie | Pose                    | Tak      | Tak (3)  | Tak (7)  | Tak      | FX                |                            |
| 2019         | Wybory Paytona Hobarta  | Tak      | Tak (1)  | Tak (7)  | Tak      | Netflix           |                            |
| 2020–obecnie | 9-1-1: Teksas           | Tak      |          | Tak (1)  | Tak      | Fox               |                            |
| 2020         | Hollywood               | Tak      | Tak (1)  | Tak (6)  | Tak      | Netflix           | miniserial                 |
| 2020–obecnie | Ratched                 | Tak      | Tak (2)  |          | Tak      | Netflix           |                            |
| 2021         | Halston                 |          |          | Tak (4)  | Tak      | Netflix           | miniserial                 |
| 2021–obecnie | American Horror Stories | Tak      |          | Tak (1)  | Tak      | Hulu              | serial antologiczny        |
| 2022–obecnie | Potwór                  | Tak      |          | Tak (4)  | Tak      | Netflix           | serial antologiczny        |
| 2022–obecnie | Obserwator              | Tak      | Tak (2)  | Tak (6)  | Tak      | Netflix           |                            |
| TBA          | A Chorus Line           |          |          | Tak      | Tak      | Netflix           | miniserial                 |
| TBA          | American Love Story     | Tak      |          |          | Tak      | FX                | serial antologiczny        |
| TBA          | American Sports Story   | Tak      |          |          | Tak      | FX                | serial antologiczny        |